# 23286 Парлакгул
23286 Парлакгул (23286 Parlakgul) — астероїд головного поясу, відкритий 19 грудня 2000 року.
Тіссеранів параметр щодо Юпітера — 3,415.